# Calendari macedoni
El  calendari macedoni  és un calendari lunisolar que es feia servir en l'antiga Macedònia durant el primer mil·lenni aC Es compon de dotze mesos lunars sinòdics (per 354 dies per any) que necessitaven intercalar més mesos perquè fossin semblants amb les estacions. Quan el calendari es feia servir per tot el món hel·lenístic, es van afegir en total set  embolimoi  (mesos intercalaris) cada cicle metònic de 19 anys. Els noms del calendari macedoni es van continuar usant a Síria fins i tot en l'era cristiana. El calendari macedoni era bàsicament el calendari babilònic, utilitzant noms macedonis en comptes dels originals babilonis. Per exemple, les inscripcions d'un calendari solar macedoni del segle vi aC de Decàpolis, Jordània, comencen pel nom Audineu. Aquest tipus de calendari solar es va barrejar més tard amb el calendari julià i, de fet, a la província romana de Macedònia es feien servir dos calendaris.
- Δίος (Dios, mes de Zeus, lluna d'octubre)
- Απελλαίος (Apel·leu, lluna de novembre, també un mes dòric)
- Αυδυναίος or Αυδναίος (Audineu o  Audneu, lluna de desembre, també mes de Creta)
- Περίτιος (Perici, lluna de gener)
- Δύστρος (Distre , lluna de febrer)
- Ξανδικός  o  Ξανθικός (Xàndic o Xàntic, lluna de març)
  - Ξανδικός Εμβόλιμος (Xàndic embòlim, intercalat sis vegades en un cicle metònic de 19 anys)
- Αρτεμίσιος  o  Αρταμίτιος (Artemisi o  Artamici , lluna d'abril, també mes en Esparta,  Rodes i Epidaure -  Artemisió  era un mes jònic)
- Δαίσιος (Desi, lluna de maig)
- Πάνημος  o  Πάναμος (Panem o Panam, lluna de juny, també mes en Epidaure, Milet, Illa de Samos i Corint)
- Λώιος o Λῷος (Loios o Loos, lluna de juliol - Ομολώιος, Homoloios, era un mes etoli, beoci i tessali)
- Γορπιαίος (Gorpieu , lluna d'agost)
- Υπερβερεταίος  (Hiperbereteu, lluna de setembre; també era un mes de Creta)
  - Υπερβερεταίος Εμβόλιμος (Hiperbereteu embòlim , intercalat un cop en un cicle Metó de 19 anys)